# 王弄笙
王弄笙（1935年—），女，山东烟台人，中华人民共和国外交官、翻译家，曾任中华人民共和国驻巴布亚新几内亚独立国特命全权大使、中华人民共和国驻西萨摩亚独立国特命全权大使。